# Demetrius van Thessaloniki

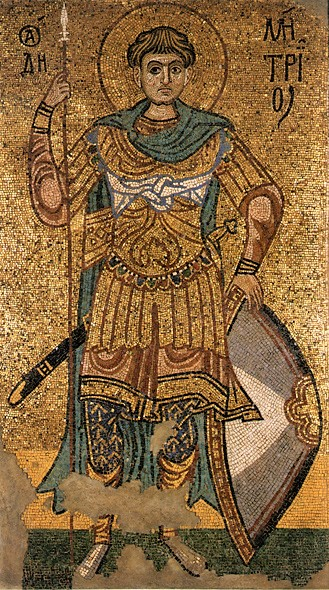
Mozaïek uit de 12de eeuw, voorstellend Demetrius van Sirmium, uit de Sint-Michaels kathedraal in Kiev

De heilige Demetrius van Thessaloniki (Grieks: Άγιος Δημήτριος της Θεσσαλονίκης) is zoals de heilige Georgius en de heilige Theodoros van Euchaïta een soldatenheilige in de Oosters-orthodoxe Kerken. Hij wordt ook vereerd in de Latijnse Kerk.
Hij behoorde tot een christelijke familie en werd rond 280 na Chr. geboren. Net als zijn vader was hij officier in het Romeinse leger. Hij wordt vaak afgebeeld op een rood paard terwijl hij de gladiator Lyaeos neersteekt. Volgens de legende was deze Lyaeos een christenvervolger. Demetrius zelf stierf de marteldood tijdens de christenvervolgingen onder keizer Diocletianus waarschijnlijk in 306. 
Hij wordt vooral vereerd in Thessaloniki. Hij is tevens de beschermheilige van deze stad. Te zijner ere werd kort na de Edict van Milaan bij de oude romeinse thermen van Thessaloniki, de plaats van zijn marteling, een kleine kerk de Hagios Demetrioskerk gebouwd, waar zijn relieken bewaard werden. In de 5e eeuw werd een grotere basilica opgetrokken. 
De Latijnse Kerk viert zijn gedachtenis op 8 oktober en de Orthodoxe Kerk op 26 oktober.
Demetrius is een van de heiligen die op de Hongaarse Stefanskroon zijn afgebeeld.

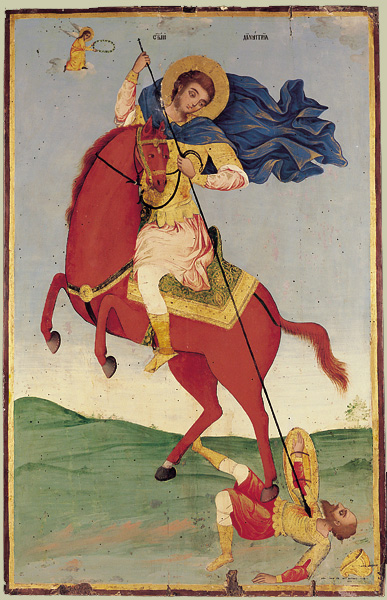
Bulgaarse icoon met voorstelling van Demetrius te paard